# Île du Berceau
L'île du Berceau est une île de la Seine située à Samois-sur-Seine, en Seine-et-Marne (France). Elle est particulièrement connue pour avoir vu se dérouler de 1983 à 2015 le Festival Django Reinhardt — un festival de jazz manouche aujourd'hui déplacé au château de Fontainebleau — qui accueille chaque année les plus grands noms du jazz français et international.
L’Île du Berceau est accessible par le quai Franklin Roosevelt en empruntant, en amont et en aval, des ponts qui surplombent l’Avau Terre, le bras de la Seine situé entre Samois et l’île.

## Situation et accès
Deux ponts permettent l'accès à l'île depuis le quai Franklin-Roosevelt, au nord et au sud de l'île.

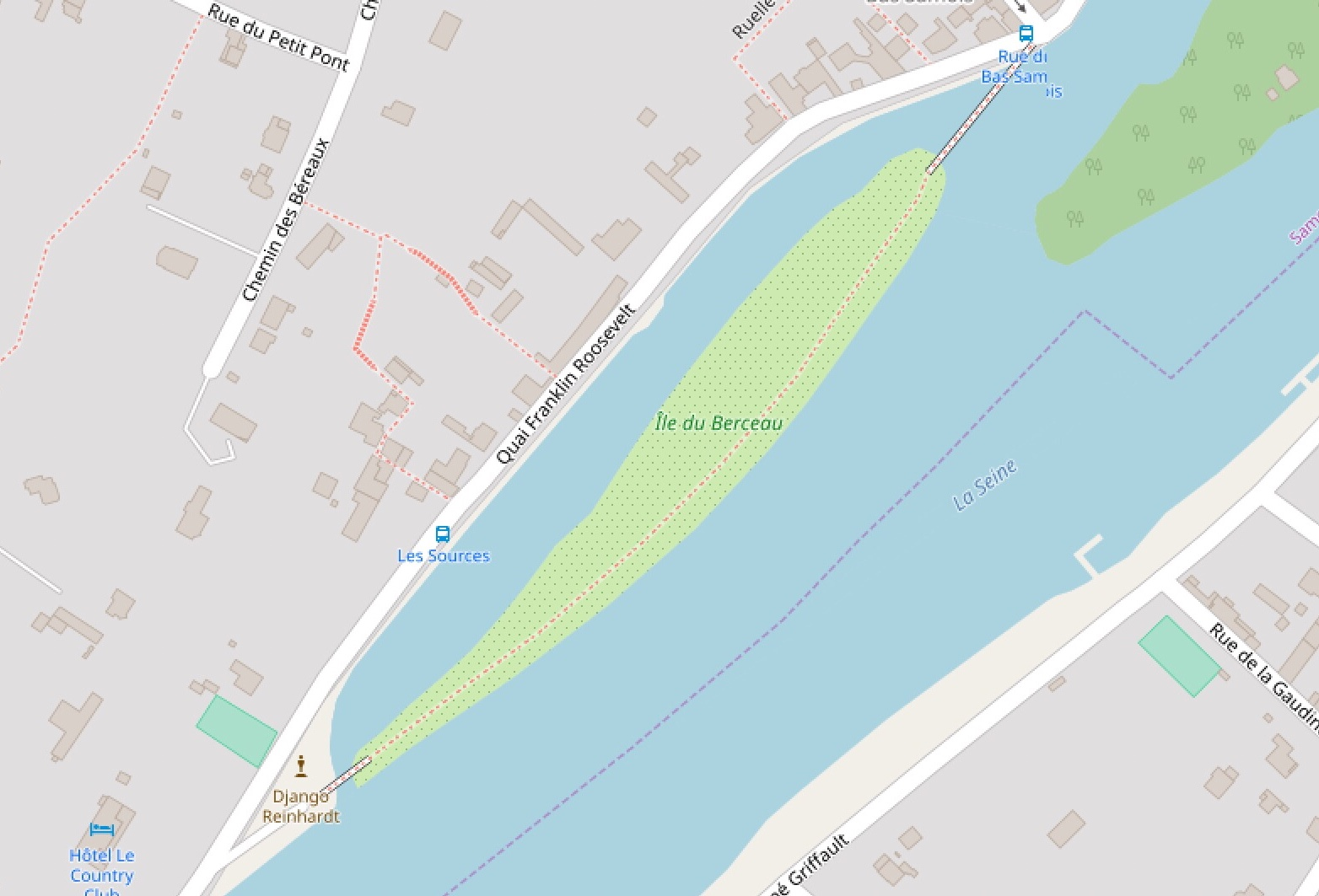

### Situation fluviale
L'île du Berceau est située entre les points kilométriques PK1 92,360 et PK1 92,770 de la Seine. Seuls les bateaux de plaisance sont autorisés à la navigation sur le bras rive gauche.